# Roa australis
Roa australis là một loài cá biển thuộc chi Roa trong họ Cá bướm. Loài này được mô tả lần đầu tiên vào năm 2004.

## Từ nguyên
Tính từ định danh australis trong tiếng Latinh có nghĩa là "ở phương nam", hàm ý đề cập đến phạm vi phân bố của loài cá này chỉ giới hạn ở Nam bán cầu.

## Phạm vi phân bố và môi trường sống
R. australis là loài đặc hữu của Úc, được tìm thấy từ phía nam bãi cạn Rowley (Tây Úc) đến biển Arafura (Lãnh thổ Bắc Úc). Những mẫu vật của loài này được thu thập ở độ sâu khoảng 97–173 m.

## Mô tả
Chiều dài lớn nhất được ghi nhận ở R. australis là 12 cm. Thân có màu trắng với ba dải sọc màu vàng nâu hoặc nâu đỏ. Dải thứ nhất hẹp hơn hai dải còn lại, ở đầu và băng qua mắt, dải thứ hai từ gốc các gai vây lưng thứ 4 và 5 kéo dài xuống bụng, và dải thứ ba từ các gai vây lưng sau cùng băng xuống vây hậu môn, hơi cong nhẹ về phía cuống đuôi (đặc điểm giúp phân biệt với các loài Roa khác). Một dải trắng viền gần sát rìa vây lưng mềm và vây hậu môn. Có một đốm đen thuôn dài, viền trắng ở phía sau của vây lưng. Vây bụng có gai màu trắng, còn lại màu nâu sẫm. Vây đuôi trong suốt, có dải nâu ở gốc vây.
Số gai ở vây lưng: 11; Số tia vây ở vây lưng: 19–23; Số gai ở vây hậu môn: 3; Số tia vây ở vây hậu môn: 16–18; Số tia vây ở vây ngực: 13–16; Số gai ở vây bụng: 1; Số tia vây ở vây bụng: 5.